# Kruisingsgetal
In de knopentheorie, een deelgebied van de topologie, is het kruisingsgetal van een knoop het minimale aantal kruisingen van enig knopendiagram van deze knoop. Het kruisingsgetal is een knoopinvariant.
Om een voorbeeld te geven; de triviale knoop heeft een kruisingsgetal van nul, de klaverbladknoop een kruisingsgetal van drie en de cijfer-8-knoop een kruisingsgetal van vier. Er bestaan geen andere knopen met een kruisingsgetal van vier of lager. Slechts twee knopen hebben een kruisingsgetal van 5. Naarmate het kruisingsgetal stijgt, neemt ook het aantal knopen met dat kruisingsgetal snel toe.
Tabellen van priemknopen worden traditioneel geïndexeerd op basis van hun kruisingsgetal, met een subscript dat aangeeft welke bijzondere knoop uit die met deze hoeveelheid kruisingen wordt bedoeld (deze deelordening is niet op iets bijzonders gebaseerd, behalve dat torusknopen het eerst worden opgesomd). De opsomming gaat van 31 (de klaverbladknoop), 41 (de cijfer-acht-knoop), 51, 52 naar 61, enz. Deze volgorde is niet veranderd sinds P. G. Tait in 1877 een tabellarium van knopen publiceerde.

## Voetnoten
1. ↑  zie P.G. Tait (1898)